# Raión de Lenin (Sebastopol)
Raión de Lenin (en ruso: Ленинский район; en ucraniano: Ленінський район) es un raión o distrito urbano de la ciudad de Sebastopol, limitando con la República Autónoma de Crimea de Ucrania. Su situación política es disputada. En la actualidad, Rusia administra y gobierna la ciudad bajo el estatus de ciudad federal, limitando con la República de Crimea. Por su parte, Ucrania, a la que controlada la ciudad hasta marzo de 2014, no reconoce la anexión a Rusia.
Comprende una superficie de 26 km².
Hasta 1961, el nombre del distrito fue raión de Stalin.

## Demografía
Según estimación, en 2010 contaba con una población total de 110 260 habitantes.